# St. Francois Township (comté de Saint-François, Missouri)
St. Francois Township est un ancien township, situé dans le comté de Saint-François, dans le Missouri, aux États-Unis,.
Le township est baptisé en référence au comté où il est situé.

### Source de la traduction
- (en) Cet article est partiellement ou en totalité issu de l’article de Wikipédia en anglais intitulé « St. Francois Township, Saint Francois County, Missouri » (voir la liste des auteurs).